# Juanulloa mexicana
Juanulloa mexicana är en potatisväxtart som först beskrevs av Diederich Franz Leonhard von Schlechtendal, och fick sitt nu gällande namn av John Miers. Juanulloa mexicana ingår i släktet Juanulloa och familjen potatisväxter. Inga underarter finns listade i Catalogue of Life.

## Bildgalleri

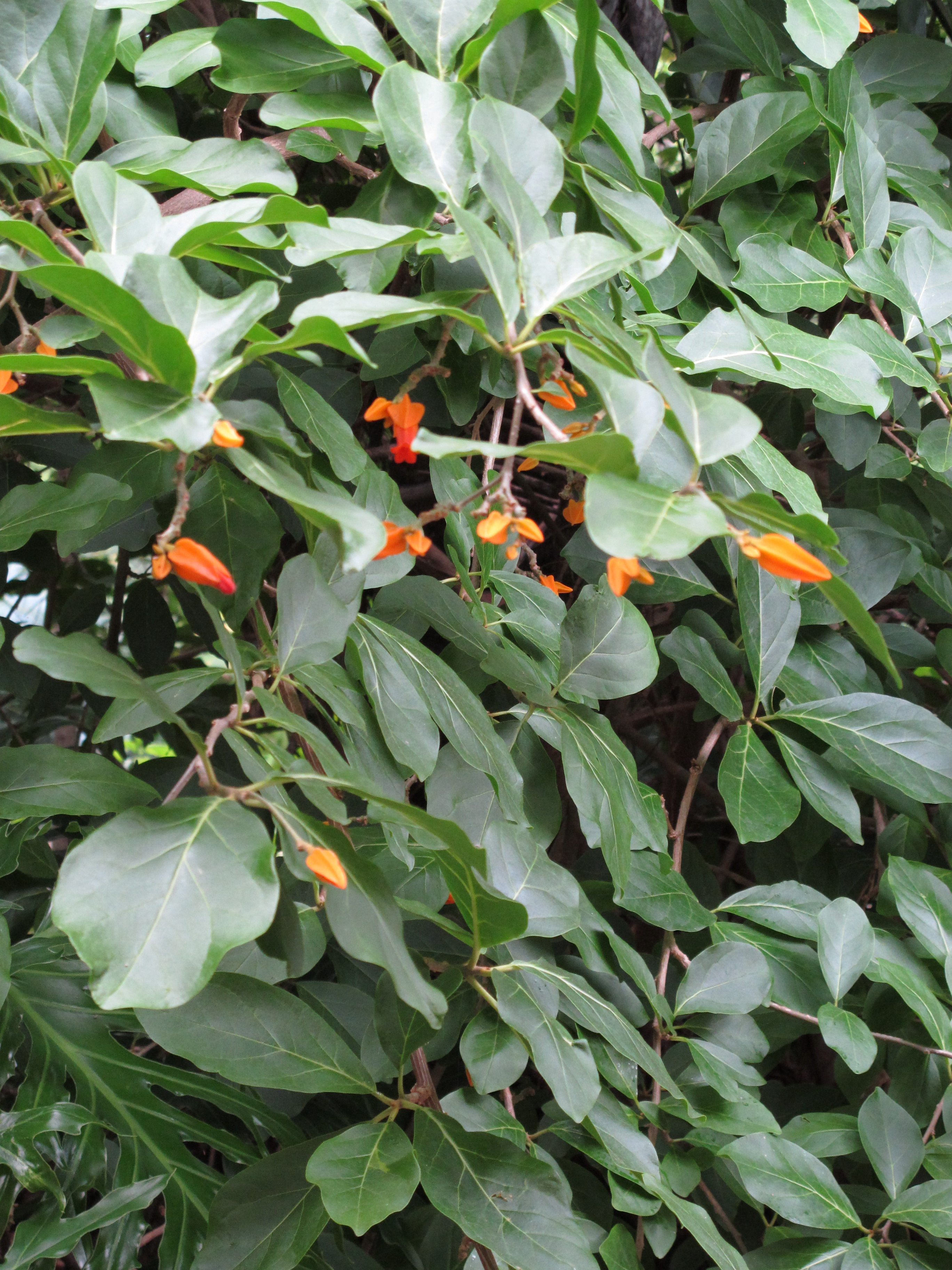
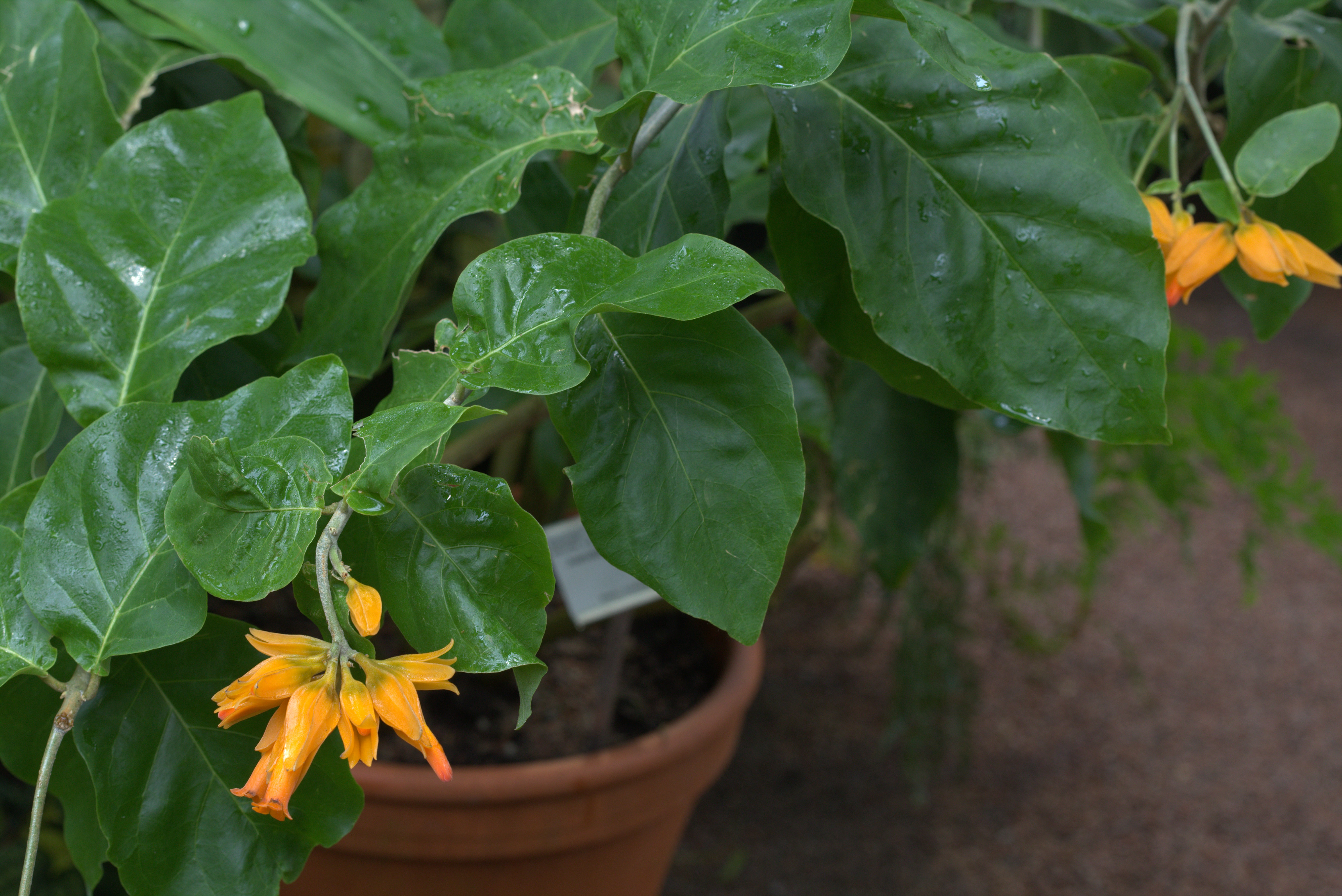
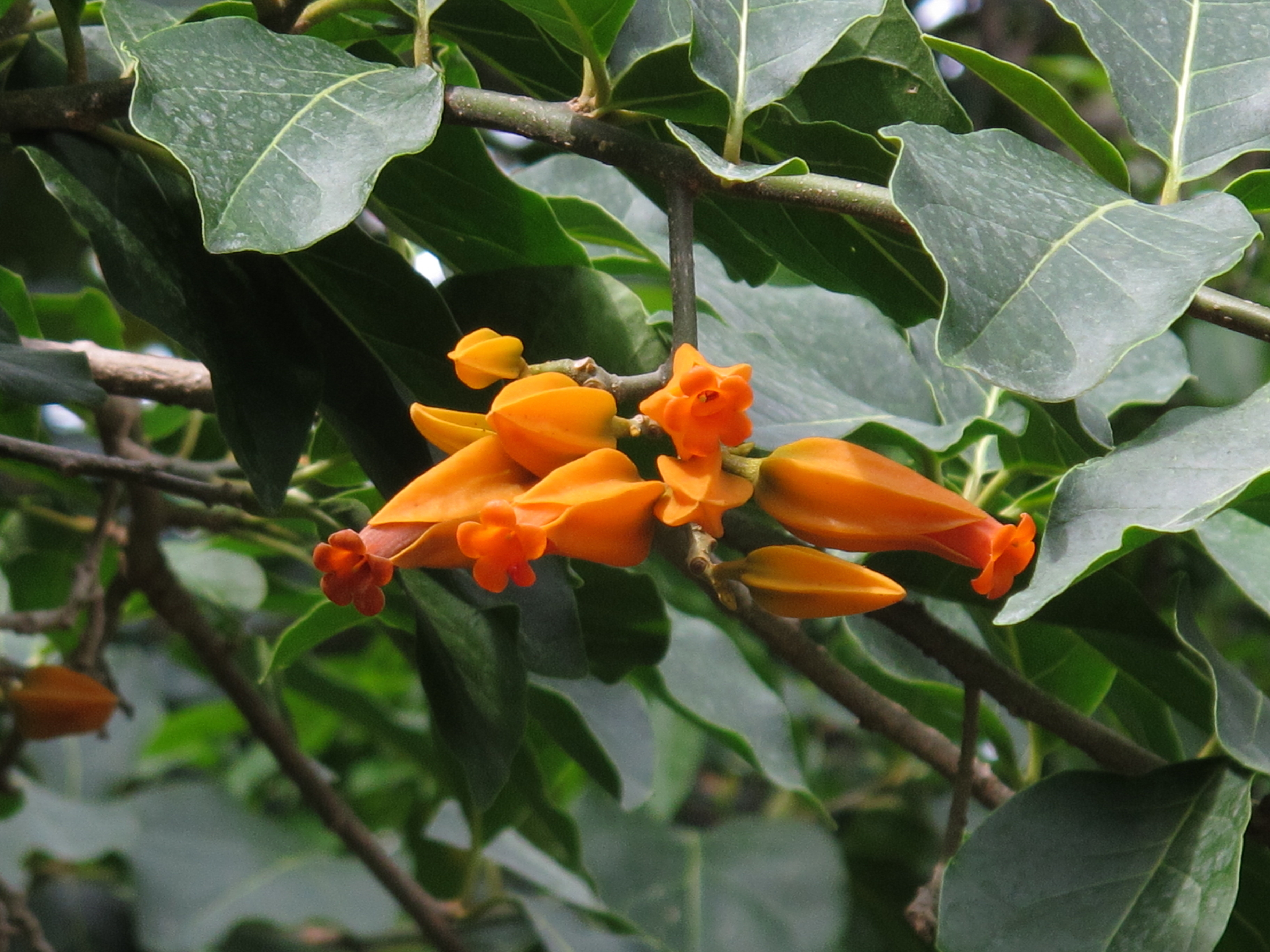
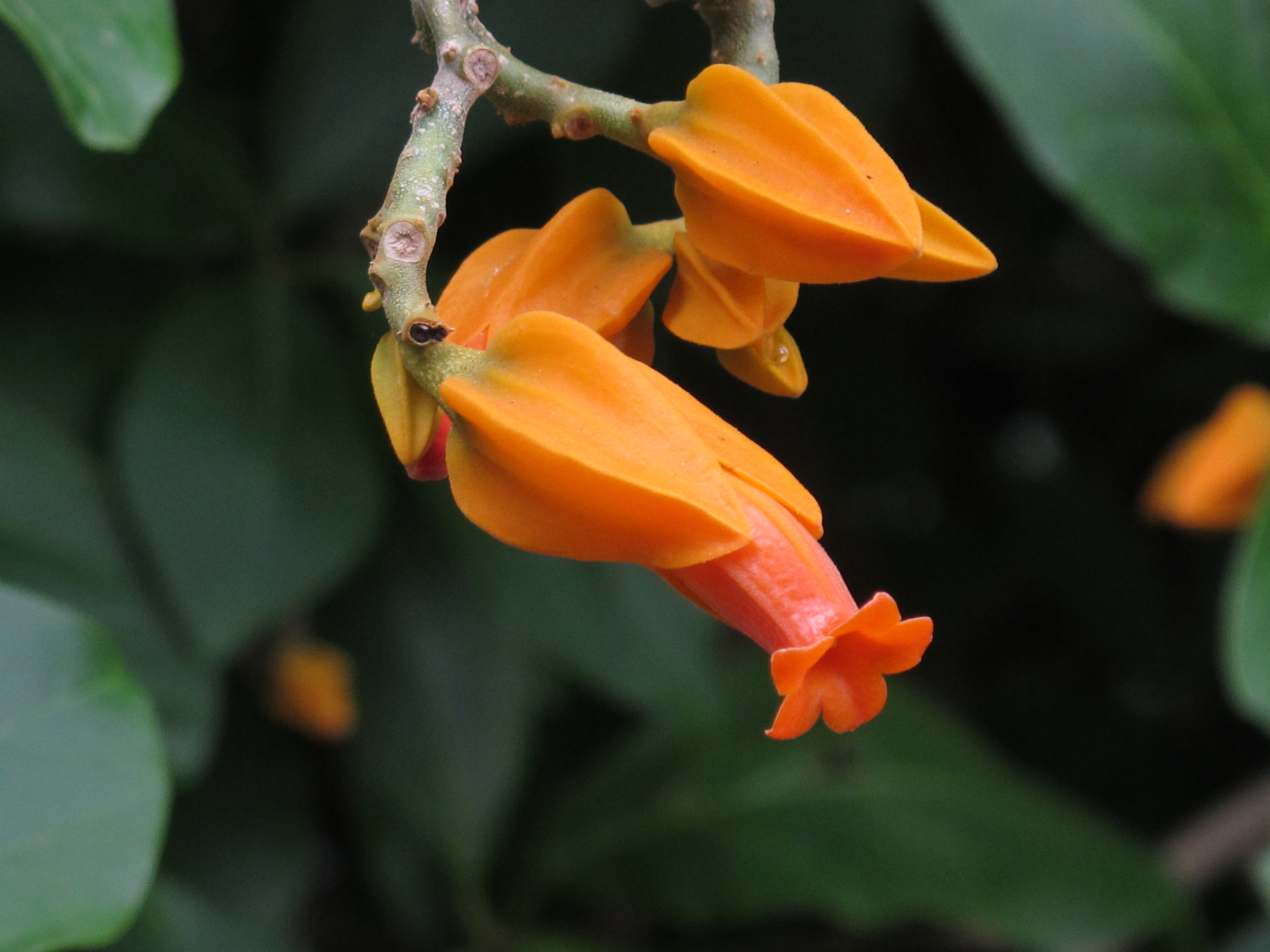
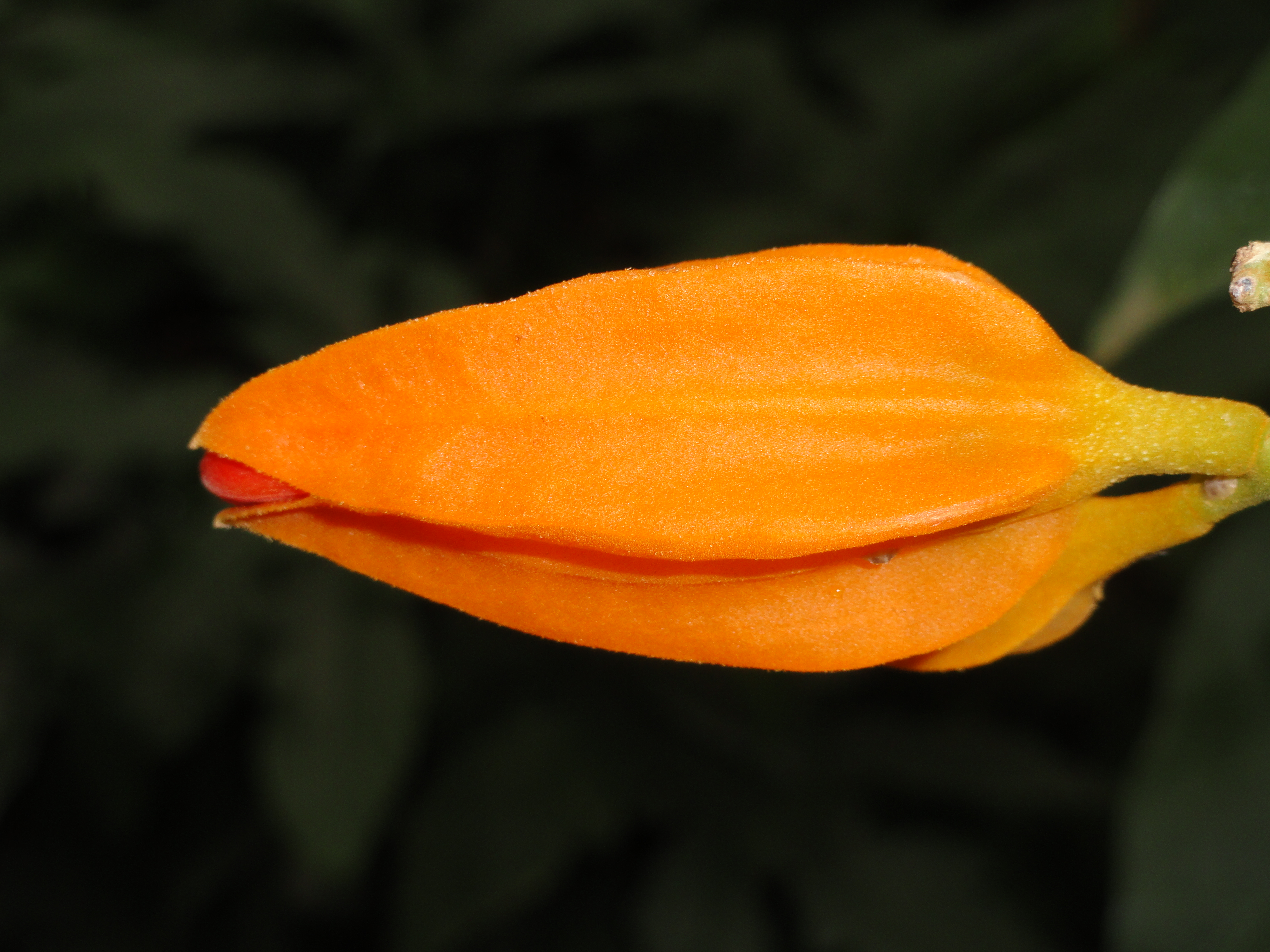